# Кузени (фільм, 2010)
«Кузени» — кінофільм режисера Даніель Санчес Аревало, що вийшов на екрани в 2010 році.

## Зміст
Молодого Дієго якраз напередодні весілля кидає наречена. Він придумує план, згідно якого зникнення нареченої необхідно приховати, з'явитися в церкві в день весілля, напитися, прочитати промову, заново закохатися у свою першу подружку і повернути наречену.

## Ролі
| Актор               | Роль |
| ------------------- | ---- |
| Кім Гутьєррес       | -    |
| Інма Куеста         | -    |
| Рауль Аревало       | -    |
| Антоніо де ла Торре | -    |
| Адріан Ластра       | -    |
| Клара Лаго          | -    |
| Нурія Гаго          | -    |
| Алісія Рубіо        | -    |
| Маркос Руїс         | -    |

## Знімальна група
- Режисер — Даніель Санчес Аревало
- Сценарист — Даніель Санчес Аревало
- Продюсер — Фернандо Бовайра, Хосе Антоніо Фелес
- Композитор — Хуліо де ла Роса